# هيرمان كواو
هيرمان كواو (بالفرنسية: Hermann Kouao)‏ لاعب كرة قدم إيفواري ، يجيد اللعب في مركز الهجوم .
لعب سابقاً في نادي النجوم السعودي ونادي التضامن الكويتي ونادي الدرعية.